# کارلوس ورونا
کارلوس ورونا (اسپانیایی: Carlos Verona‎؛ زادهٔ ۴ نوامبر ۱۹۹۲) دوچرخه‌سوار اهل اسپانیا است.
از باشگاه‌هایی که در آن رکاب زده‌است می‌توان به تیم کوئیک‌استپ فلورز و تیم اوریکا–اسکات اشاره کرد.